# Rio Reb
O rio Reb ou também rio Rib que em língua amárica pode ser traduzido por algo como "inferior" ou "abaixo" é um curso de água centro-norte da Etiópia, que desagua no lago Tana nas coordenadas de 12° 2'N 37° 35'E. Este rio nasce nas encostas do Monte Guna e corre para oeste através do woreda de Kemekem e não tem afluentes significativos.
Robert Ernest Cheesman (1878 - 13 de fevereiro de 1962) que foi um oficial militar, explorador e ornitólogo britânico descreveu este rio em 1936 dizendo que as suas águas transportavam elevadas  "quantidades de areia escura de que depositam na margem do lago. A barra de rio, 600 metros no lago adentro forma um semicírculo e viajantes com burros carregados passam à volta dele, em vez de o cruzar”. "Comerciantes da localidade de Yifag transportam barras de sal ou amoleh em pequenos barcos ou tankwas pelo Reb até Zege à beira-lago para trocarem por café".
Este rio também é conhecido pela existência de uma das várias pontes em pedra construídas pelos padres Jesuítas, alguns deles de origem Portuguesa durante o reinado de Fasilides da Etiópia, como foi o caso do Padre jesuíta de origem portuguesa, António Fernandes (nascido em Lisboa, c. 1569; - Goa, 12 de novembro, 1642) que foi também o primeiro europeu que fez registos sobre o rio gancho, que atravessou em 1613 enquanto procurava o caminho para o sul da Etiópia para a cidade de Melinde.
A ponte sobre este rio é composta de cinco arcos e fica localizada a 24 km (15 milhas) do estuário, e permitiu as viagens entre Gondar e Debre Tabor.
Durante a ocupação italiana da Etiópia os italianos construíram uma ponte sobre o rio com suportes de madeira, mas foi danificada durante a campanha britânica.
Em 21 de Junho de 2007, o Banco Mundial anunciou a aprovação de um crédito à Associação de Desenvolvimento Internacional dos EUA de 100 milhões de dólares para um projecto de irrigação e drenagem cobrindo o rio Magech e o rio Reb, como parte do acordo denominado Iniciativa da Bacia do Nilo. Este investimento tem como objetivo o aumento da produção agrícola irrigada, o projecto proposto procura irrigar gradualmente uma área total de 20.000 hectares.